# Phostria varialis
Phostria varialis là một loài bướm đêm trong họ Crambidae.